# دان هاميلتون
دان هاميلتون (بالإنجليزية: Dan Hamilton)‏ هو سياسي أمريكي، ولد في 17 أغسطس 1976 في الولايات المتحدة. حزبياً، نشط في الحزب الجمهوري. وقد انتخب عضو مجلس نواب كارولاينا الجنوبية.

## وصلات خارجية
- الموقع الرسمي